# Hrobce (stacja kolejowa)
Hrobce – stacja kolejowa w Hrobcach, w kraju usteckim, w Czechach. Położona jest na magistrali kolejowej Praga – Děčín. Znajduje się na wysokości 160 m n.p.m.
Jest zarządzana przez Správę železnic. Na stacji znajdują się kasy biletowe, na których istnieje możliwość zakupu biletów na wszystkie pociągi w tym międzynarodowe oraz rezerwacji miejsc.

## Linie kolejowe
- 090 Kralupy nad Vltavou - Ústí nad Labem - Děčín